# Geita Gold FC
El Geita Gold FC es un equipo de Fútbol de Tanzania que juega en la Liga tanzana de fútbol, la primera división nacional.

## Historia
Fue fundado en el año 2018 en la ciudad de Geita como equipo de la Ligi Daraja la Kwanza, la segunda división nacional, liga donde estuvo por tres temporadas y en la temporada 2020/21 consigue el ascenso a la liga tanzana de fútbol tras dos intentos fallidos en playoff.
En su primera temporada en primera división termina en cuarto lugar, obteniendo la clasificación a la Copa Confederación de la CAF 2022-23, donde es eliminado en la primera ronda por el Hilal Alsahil de Sudán.

## Palmarés
- Ligi Daraja la kwanza: 1

2020/21

## Participación en competiciones de la CAF
| Temporada | Torneo                       | Ronda | Club          | Casa | Visita | Global  |
| --------- | ---------------------------- | ----- | ------------- | ---- | ------ | ------- |
| 2022/23   | Copa Confederación de la CAF | 1     | Hilal Alsahil | 2-1  | 0-1    | 2-2 (a) |